# Константиново прстење оданости из Наиса
Константиново „прстење оданости” из Наиса је посебна врста предмета за даривање од племенитог метала, израђивана у једној од нишких радионица приликом Констансовог и Констанцијевог дужег боравка у тадашњем Наису. Прстењем оданости потврђивала се и осигуравала лојалност војних трупа (у Галији и германским провинцијама) како би владар придобио на своју страну неке истакнуте војне команданте који су могли бити у редовима Лицинијеве војске у Панонији и Средоземној Дакији.  

## Историја
Први тракасти прстени за даривање, на вишеугаоној алци са натписом CONSTANTINO, а на плочастој глави FIDEM,  откривени су у Галији и Горњој Германији, одакле потиче десет примерака.17 Израђивани су, највероватније, у Тријеру, одакле потичу и два новооткривена бронзана прстена истог типа.18
Другу групу ових украса чини прстење из Паноније, изливено после Константинове победе над
Лицинијем у бици код Цибала  (Cibalae) 316. године. Ово престење је највероватније израђено, у Сирмијуму, а под непознатим околностима пронађено је, и у Белој Паланци.
Примерци престења који припадају трећој групи, подељено је после Константиновог заузимања
Наиса и освајања Сердике.19 Тада је Константин боравио у Сердици 3. и 4. децембра 316. године (CTh, I, 1), док се у области Ремезијане наша крајем новембра 316. године. Те године цар је лојалне војне команданте дарива златним прстењем са посветом оданости.
И док су примерци овог накита из Галије, Германије и Паноније (које које је Константин делио командантима у Галији и Панонији) скоро идентични по облику, тежини и натпису, идентично прстење из Ремезијане  које је највероватније рађено по узору на примерке настале у радионици у Тријеру,  је лошијег квалитета израде, са мањим словом „О“ у натпису царевог имена.

## Прстење из радионице у Наису
Примерци прстење оданости откривени на археолошком локалитету Ремезијана, су према мишљењу нишких археолога, локални производ, настао у радионици у Наису, граду у коме је Константин боравио 319. године (CTh, II, 15, 1; 16, 2), и највероватније за време тог боравка, додењивао их је заслужним лицима.

Како није доказано да су током војног похода цара пратили дворски мајстори, претпоставља се да је вероватније да су локалне занатлије, по поруџбини и на основу достављеног узорка, насталог у Тријеру, израживали прстење са натписом оданости Константину. 
Како је на основу материјалних доказа утврђено да је у Наису постојала (у доста дугом временском периоду) радионица која је производила официјелне предмете, свакако под строгом контролом службе коју је водио rationalis summae rei, касније comes sacrarum largitionum,  па би се неодговарајући квалитет злата и мања тежина прстена из Ремезијане евентуално могли објаснити околностима под којима је он израђен, непосредно после Константиновог освајања Наиса, односно победе над Лицинијем на Campus Ardiensis, када режим контроле предмета од драгоцених метала још увек није могао адекватно да функционише. 
Уколико је ова претпоставка археолога тачна Константин је највероватније ово прстење произведено у Наису доделио већ при свом повратку из Тракије, када је на путу за Сисцију, где се са својим двором налазио почетком 317. године, пролазио кроз Ремезијану и Наис.
Друга могућност је да је „прстење оданости“ Константин доделио приликом неке касније посете, а први његов боравак у Наису сигурно је потврђен тек 25. јула 319. године (CTh, II, 15, 1; 16, 2).
Прстење овог типа, са натписом FIDES CONSTAN[T]I, имитирајући свог оца, израђивао је и Константинов син Констанс, према једном публикованом налазу, и узурпатор Магненције, очигледно са истим циљем и наменом. Прстен, емитован поводом Нове године у част Констанса, нађен у Виминацијуму, израђен је, по мишљењу неких истраживача у Наису, који су на основу тумачења супскрипција Теодосијевог кодекса (CTh, XII, 1, 29; X, 10, 5), дошли до податка да је Констанс зиму 339/340. године провео у Наису, и у њему дочекао и Нову Годину.

## Намена
Константинов прстен оданости могао је да добије искњучиво истакнути војни или цивилни службеник, односно заслужни ветеран.

Како је „прстења оданости Константину“, па и оно израђивано у радионици у Наису ливено у релативно кратком временском периоду, од 315. до 317, евентуално до 319. године, сви наведене примерци прстења, према мишљењу археолога Иване Поповић,  
...произведени су у циљу остваривања истог плана, а то је да се обезбеди лојалност војске, награђивањем оних који су се посебно истакли током Константинових сукоба са његовим савладарем Лицинијем. Ово прстење није, дакле, додељивано као царски поклон за подразумевајућу оданост цару по дужности, већ у његовој борби за потискивање и каснију елиминацију свог савладара.